# CHUNSOFT
CHUNSOFT（日語：株式会社チュンソフト）是日本电子游戏软件制作公司，位于东京都新宿区新宿。

## 概要
CHUNSOFT由游戏制作人中村光一於1984年（即中村光一19岁时）创立。CHUNSOFT的名字来源于中村光一名字的第一个字，“中”字在日本麻将中读作（chun）。
CHUNSOFT受《勇者鬥惡龍系列》的创造者堀井雄二的委托，到《勇者鬥惡龍5》为止，一直为该系列负责程序开发的工作，发售工作则由艾尼克斯（现史克威尔艾尼克斯）担任。之後也创造了《弟切草》等自己的游戏品牌。
2006年起，CHUNSOFT与世嘉合作，开始“SEGA×CHUNSOFT Project”的软件合作项目。在此项目下，诞生了被《Fami通》评为满分的游戏《428：被封锁的澁谷》等作品。
2012年4月1日，CHUNSOFT和Spike合并為Spike Chunsoft公司，為日本IT企业多玩國全額投資的旗下子公司。日本官方權版聲明為「©Spike Chunsoft/Project CANAAN」。
Chunsoft公司社長中村光一出任Spike Chunsoft公司執行長，慶祝合併活動，2012年4月1日於TOKYO MX買時段重播動畫以及發行BD-BOX紀念版。合併後Spike Chunsoft公司於2012年12月7日發佈企劃《槍彈辯駁 希望學園與絕望高中生 The Animation》為名的動畫化。

## 代表作
- 门门冒险（红白机版）
- 港口镇连续杀人事件（红白机版）
- 勇者斗恶龙系列（至《勇者斗恶龙V》）
- FAMICON JUMP2 最强的七人
- 音聲小說系列
  - 弟切草
  - 恐怖惊魂夜
  - 街～命运的交叉点（日语：街_〜運命の交差点〜）
  - 恐怖惊魂夜2 监狱岛之歌
  - 恐怖惊魂夜×3 三日月岛事件的真相
  - 忌火起草
  - 忌火起草-解明篇
  - 428 〜被封鎖的澁谷〜
- 不可思议的迷宫系列
  - 特鲁内克大冒险系列
  - 风来的希炼系列
  - 口袋妖怪不可思议的迷宫 蓝色救助队·红色救助队
  - 口袋妖怪不可思议的迷宫 时之探索队·暗之探索队
- 極限脫出系列